# Vladimir Ledóchowski
Pour les autres membres de la famille, voir Famille Ledóchowska.
Vladimir Ledóchowski (nom en polonais : Włodzimierz Ledóchowski avant francisation), né  le 7 octobre 1866 à Loosdorf en Autriche et mort le 13 décembre 1942 à Rome, est un prêtre jésuite polonais qui, en 1915, fut élu 26e Supérieur général de la Compagnie de Jésus. Il le reste jusqu'à sa mort en 1942. 

## Biographie

### Famille patriote et catholique
Le jeune Vladimir est le troisième des sept enfants du comte Antoni Halka-Ledóchowski, d'un lignage aristocratique de patriotes polonais exilés par Nicolas Ier de Russie au milieu du XIXe siècle, et de sa seconde épouse Joséphine von Salis-Zizers, d'une famille de l'ancienne aristocratie suisse. Il est né sur les terres familiales de Loosdorf, en Basse-Autriche. Il comptait également trois demi-frères de la première union de son père. La famille est fortement imprégnée de foi chrétienne et culture catholique. Deux de ses sœurs, Maria-Teresa et Urszula Ledóchowska furent religieuses et ont été béatifiées, cette dernière étant même canonisée en 2003. Son plus jeune frère, Ignacy, patriote polonais également réputé pour sa piété, fera une brillante carrière d'officier sur différents fronts européens et mourra dans le camp de concentration de Dora en 1945 pour son activité dans la résistance polonaise au sein de l'Armia Krajowa. 
Vladimir Ledóchowski a pour oncle Mieczysław Ledóchowski (1822-1902), archevêque de Poznań-Gniezno, alors occupé par la Prusse, qui fut arrêté en février 1874 avec de nombreux dignitaires de l'Église catholique de Prusse et resta prisonnier pendant deux ans à la forteresse d'Ostrowo pour s'être opposé à la politique du Kulturkampf de Bismarck. Sorti de prison, Ledóchowski reçut le chapeau de cardinal. En 1876, le cardinal-archevêque, expulsé de Prusse, se réfugia à Cracovie, ce qui provoqua des manifestations antiprussiennes et obligea le gouvernement autrichien à l'expulser à son tour. Il se rendit à Rome, d'où il continua à administrer son diocèse jusqu'en 1885 et il passa le reste de sa vie. En 1892, Mieczysław Ledóchowski devint préfet de la Congrégation pour la propagation de la foi. L'année suivante, quand Guillaume II se rendit en visite officielle auprès du pape, le Kulturkampf fut officiellement abandonné.

### Études et vocation
Vladimir Ledóchowski étudie à Vienne au collège jésuite du Theresianum  et devient page de l'impératrice Élisabeth d'Autriche. Il étudie ensuite le droit à l'université de Cracovie et, décidé à devenir prêtre, s'engage également dans les études préparatoires au sacerdoce. Il étudie ensuite à l'université grégorienne de Rome et, âgé de 23 ans, entre dans la Compagnie de Jésus au sein de laquelle il est ordonné prêtre en 1894.
Il est nommé supérieur de la résidence jésuite de Cracovie avant de devenir recteur du collège en 1901, vice-provincial de la province jésuite de Pologne, provincial de la province de Galicie en 1902 et assistant et conseiller régional dueFranz Xaver Wernz pour les questions concernant les jésuites d'Allemagne de 1906 à 1915. À la suite de la mort du Supérieur général Wernz en 1914, la 26e Congrégation Générale des jésuites se déroule en février et mars 1915. Le 11 février 1915, à 49 ans, Ledóchowski est élu après deux tours de scrutin 26e Supérieur général de la Compagnie de Jésus. La Première Guerre mondiale déchire l'Europe.

### Généralat
Marqué par une grande proximité avec le pape Pie XI et avec le nonce apostolique en Bavière, Mgr Pacelli (le futur Pie XII), son généralat est fort actif. Malgré un « règne »' marqué par deux guerres mondiales et la crise économique des années 1930, la Compagnie de Jésus se développe assez conséquemment sous son administration. Il convoque la 27e Congrégation générale en 1923 pour mettre en accord les constitutions et normes de vie jésuites avec le nouveau code de droit canonique de 1917. Il organise l'Institut pontifical oriental confié par Pie XII à la Compagnie, le Russicum, collège pontifical pour la formation du clergé russophone de rite byzantin, ainsi que l'Institut biblique.
Les accords du Latran, signés entre le Saint-Siège et le gouvernement fasciste italien et préparés par le jésuite Pietro Tacchi Venturi, permettent un nouvel élan à la Compagnie de Jésus en augmentant sa visibilité et son influence. Par les accords du Latran, des propriétés jésuites confisquées au XIXe siècle sont restituées. Entre autres, la construction d'un nouveau bâtiment pour l'université grégorienne devient possible et est transférée du palais Borromée à la piazza della Pilota, à proximité du palais du Quirinal. Ledóchowski fait également construire une nouvelle maison généralice au Borgo Santo Spirito, à quelques centaines de mètres de la place Saint-Pierre.
Durant son mandat, le nombre de membres de la Compagnie de Jésus augmente régulièrement, particulièrement dans les pays dits « de mission », et son gouvernement est marqué par une centralisation accrue. Sous son général le nombre de missions jésuites approche les 4000. De nouveaux noviciats sont fondés un peu partout dans le monde. Ledóchowski encourage les méthodes jésuites d'évangélisation fondées sur l'adaptation et le respect des cultures.
Ledóchowski fut par ailleurs un bâtisseur. C'est sous son reigne que furent agrandies l'Université grégorienne et la maison généralice des jésuites.

#### Anti-moderniste et anti-communiste
Vladimir Ledóchowski apparaît à certains comme conservateur. Il écrit ainsi en 1909 : « la société moderne, dans sa misère, ressemble au pauvre paralytique de Bethsaïde dans la mesure où il n'a même plus la force de se lever de son lit de malade ».
Sous le Troisième Reich, l'attitude des Jésuites allemands est contrastée. Un certain nombre d'entre eux sont emprisonnés ou exécutés, et leur marge de manœuvre pendant cette période de répression de l'Église catholique est réduite. David Mitchell, The Jesuits: A History, éd. Macdonald/Futura, 1980, p. 264, cité par Gerard Toal où le rôle que Ledóchowski a joué dans la politique d'expansion orientale du Vatican et en particulier dans l'uniatisme. Comme toute la hiérarchie catholique, Ledóchowski était un farouche opposant au communisme. 
A l'instigation du Saint-Siège il prend des mesures à l'encontre du jésuite français Pierre Teilhard de Chardin, auquel il est enjoint de renier son ouvrage théologique controversé sur le péché originel et qui est interdit d'enseignement à partir de 1925.
Sur un autre plan, considérant que les relations avec les femmes pouvaient représenter un danger pour la vocation religieuse des jésuites, le P. Ledóchowski leur écrit deux lettres d'instruction ayant pour thème À propos de la prévention à avoir de longues conversations avec les femmes en 1918, et Sur les réserves à avoir en faisant face aux femmes.
Ledóchowski orienta grandement la Compagnie dans un sens nettement anticommuniste. A son initiative fut créé le Secrétariat de l'athéisme à Rome doté d'une revue Lettres de Rome sur l'athéisme moderne publiée en 5 langues et placée sous la direction du jésuite Giuseppe Ledit. Obsédé par le danger bolchevique, en 1934, il adressait une directive, Sur le combat du communisme, à chaque provincial de la Compagnie afin qu'ils nomment un directeur et un comité responsable des activités anti-communistes qui pouvaient obtenir de la documentation sur le communisme et les communistes au centre de documentation rassemblé par le jésuite Edmund A. Walsh, fondateur de l'école des affaires étrangères (SFS) de l'université de Georgetown auxquels ils pouvaient recourir pour assurer l'uniformité de la stratégie à adopter. C'est auprès de lui que Pie XI cherche des experts auxquels confier, en 1937, la préparation de l'encyclique Divini Redemptoris qui allait condamner le communisme athée comme « intrinsèquement pervers ».

#### Le documentHumani generis unitas
En 1938, après une entrevue avec le jésuite John LaFarge, engagé dans la défense des minorités aux États-Unis, Pie XI, qui avait apprécié un de ses récents ouvrages, demande à Ledóchowski de coordonner la rédaction d'un document condamnant l'antisémitisme, le racisme et la persécution des Juifs. Le Supérieur de la Compagnie adjoint deux autres jésuites à LaFarge, l'Allemand Gustav Gundlach (de) et le Français Gustave Desbuquois pour mener à bien le projet de texte Humani generis unitas (Sur l'unité du genre humain). Pie XI meurt un peu après avoir reçu le projet. Le cardinal Pacelli qui lui succède abandonne le projet.  
Plusieurs historiens soulignent le rôle de rétention qu'aurait joué Ledóchowski dans cette affaire, probablement en accord avec le cardinal Pacelli, alors secrétaire d'État du Vatican et avec lequel il était en relation étroite : Ledóchowski aurait agi de manière dilatoire, tentant de retarder le plus possible la communication du projet d'encyclique au pape, parce qu'il était opposé à l'idée d'une rupture ouverte avec le Troisième Reich tandis que la Russie soviétique et communiste restait pour lui la menace principale pour l'Église catholique et la civilisation. 
Ce texte devrait être reconstruit pour tenir compte de Le Pape et Mussolini de David I. Kertzer (Les Arènes, 2015) dont les références, nombreuses et de sources fort diverses, montrent le rôle joué par Pacelli et Lédochowski durant le pontificat de Pie XI, pour que l’Église soutiennent les fascismes et le nazisme tant leur peur du judéo-bolchevisme était grande. Lédochowski a œuvré dans le dos de Pie XI pour encadrer LaFarge alors que Pie XI s'était adressé à ce dernier volontairement à l'insu de Lédochowski. Avec Pacelli, Lédochowski a fait lisser et retarder le projet avant que sitôt le décès de Pie XI, le camerlingue Pacelli a fait disparaitre ce projet, qui tenait tant à Pie XI[réf. nécessaire].  
En 1936, Lédochowski confiait au primat espagnol Mgr Góma y Tomas : « l'Europe est en train d'être conquise par le communisme. Influence du judaïsme sur ce point. ». Plusieurs témoignages font par ailleurs état, sinon d'un antijudaïsme de sa part, du moins d'un complexe antisémite, ainsi que d'une inclination pour le front anti-libéral, antidémocratique et antijuif, n'impliquant cependant ni penchant ni aucune sympathie pour le nazisme, également athée. Quand il choisira un relecteur pour le texte de LaFarge et de ses collègues, il s'agira du jésuite Enrico Rosa (it), auteur de textes condamnant la révolution bolchévique défendue par nombre de personnalités juives dans  La Civiltà Cattolica.

### Décès et succession
Ledóchowski meurt à Rome le 13 décembre 1942. Il est enterré dans le caveau de la Compagnie de Jésus à Campo Verano, à l'est de Rome.
En 1937, Ledóchowski avait convoqué la 28e Congrégation générale, lui demandant de lui donner un vicaire général qui puisse l'assister. C'est le Belge Maurice Schurmans, connu pour son opposition au fascisme, qui fut élu. Néanmoins, Ledóchowski nomma un autre vicaire général pour assumer la transition gouvernementale après sa mort, mais celui-ci, déjà âgé, meurt seize mois plus tard. Suivant les prescriptions du droit de la Compagnie de Jésus, un nouveau vicaire général fut élu par les Jésuites profès de Rome. L'assistant régional de France du Préposé général, Norbert de Boynes (en) fut élu. Dès que ce fut possible, de Boynes convoqua (le 12 mars 1946) la 29e Congrégation générale pour élire un successeur au P. Ledóchowski. Le Belge Jean-Baptiste Janssens fut choisi.